# Grünkolibri
Der Grünkolibri (Chrysuronia goudoti, Syn. Lepidopyga goudoti), manchmal auch Goudotkolibri genannt, ist eine Vogelart aus der Familie der Kolibris (Trochilidae). Die Art hat ein großes Verbreitungsgebiet, das die Länder Venezuela und Kolumbien umfasst. Der Bestand wird von der IUCN als nicht gefährdet (Least Concern) eingeschätzt.

## Merkmale
Der Grünkolibri erreicht bei einem Körpergewicht von lediglich ca. 4 g eine Körperlänge von etwa 9,1 cm, wobei der leicht gebogene Schnabel 1,8 cm lang ist. Der Unterschnabel ist überwiegend blassrosa. Die Oberseite und die Unterseite der Männchen schimmern grün. Die Kehle und die Brust haben oft eine Blautönung. Die grünen Unterschwanzdecken sind weiß gesäumt. Sie haben einen blauschwarzen gegabelten Schwanz, wobei die zentralen Steuerfedern bronzegrün sind. An den Beinen haben sie weiße Büschel, die aber nicht immer zu sehen sind. Die Oberseite der Weibchen glitzern grün Die Federn von Kehle und Brust glänzen grün haben aber eine grauweiße Basis, was dem Gefieder ein schuppiges Aussehen verleiht. Der Bauch ist weiß, der Schwanz wie bei den Männchen, aber weniger gegabelt.

## Verhalten
Sie verhalten sich oft sehr territorial und verteidigen kleinere Gebiete mit Pflanzen, die wenig Nektarausbeute versprechen. Hier bewegen sie sich in den unteren bis mittleren Straten. Sie verbringen viel Zeit damit winzige Insekten und Spinnen aufzuspüren, die sich auf Zweigen, Ästen oder unterhalb von Blättern befinden. Von Zeit zu Zeit jagen sie diese kleinen Insekten auch. Gelegentlich sieht man sie gemeinsam mit Artgenossen an großen blühenden Bäumen Nektar sammeln. Allerdings verhalten sie sich dabei äußerst streitlustig. Oft sieht man sie an Mimosen (Mimosa), die relativ frei stehen. Hier fliegen sie langsam die Zweige unter den schirmgleichen  Blätterdächern dieser Pflanzengattung ab.

## Fortpflanzung
Melbourne Armstrong Carriker beobachtete von Brutaktivitäten im Juli im Departamento de Norte de Santander. Zwei Nester wurden in der Zeit von Oktober bis Februar im Departamento del Huila entdeckt. Ihre kelchförmigen Nester bauen sie aus Pflanzen und Spinnenweben in Höhen zwischen 1 und 1,5 Metern.

## Lautäußerungen
Ihr Ruf klinkt wie ein dünnes wehendes twi-di, wobei der zweite Laut etwas höher ist. Der Gesang erinnert etwas an den der Grünbauchamazilie (Amazilia viridigaster) (Bourcier, 1843).

## Unterarten
Es sind vier Unterarten bekannt:

Verbreitungsgebiet (grün) der Grünkolibri

- Chrysuronia goudoti luminosa (Lawrence, 1862)[5] – Diese Unterart kommt im Norden Kolumbiens vor.
- Chrysuronia goudoti goudoti (Bourcier, 1843)[6] – Die Nominatform kommt im Tal des Río Magdalena im nördlichen zentralen Kolumbien vor.
- Chrysuronia goudoti zuliae Cory, 1918[7] – Die Subspezies ist nördlich und westlich des Maracaibo-Sees im Nordosten Kolumbiens und Nordwesten Venezuelas verbreitet.
- Chrysuronia goudoti phaeochroa Todd, 1942[8] – Die Unterart ist südlich und östlich des Maracaibo-Sees im Nordwesten Venezuelas verbreitet.

## Etymologie und Forschungsgeschichte
Jules Bourcier beschrieb den Grünkolibri unter dem Namen Trochilus Goudoti. Als Fundort gab er Ibagué im damaligen Vizekönigreich Neugranada an. Das Typusexemplar wurde von Justin Marie Goudot gesammelt. Erst 1850 führte Charles Lucien Jules Laurent Bonaparte die Gattung Chrysuronia u. a. für diese monotypische Art ein. Dieser Name ist eine Kombination zweier Artennamen chrysura und oenone, die Bonaparte der Gattung zugeordnet hatte. Chrysura leitet sich von den griechischen Wörtern »chrysos, χρυσος« für »Gold« und »-ouros, oura, -ουρος, ουρα« für »-schwänzig, Schwanz« ab. Das Artepitheton ist seinem Entdecker gewidmet. Luminosa stammt vom lateinischen luminosus, lumen, luminis für ‚prächtig‘, ‚strahlend‘, ‚Licht‘ ab. Zuliae bezieht sich auf den venezolanischen Bundesstaat Zulia. Phaeochroa setzt sich aus den altgriechischen Worten φαιος phaios, deutsch ‚dunkel‘, ‚braun‘ und χροα chroa, deutsch ‚Anstrich‘, ‚Aussehen‘, ‚Charakter‘ zusammen.